# Cayo Nanny
El Cayo Nanny (en inglés: Nanny Cay) es una isla de las Islas Vírgenes Británicas en el Caribe. Se compone de tres cayos originalmente conocido como Big Cay, Little Cay y Miss Peggy Cay y se conecta a Tórtola por un puente corto. Posee un puerto deportivo, hoteles, restaurantes, condominios y varias casas.
También tiene una importancia menor legal en la historia del derecho, después de haber sido objeto de una administración judicial durante más de 12 años durante los años 1980 y 1990, que es la administración judicial más larga en la historia del Banco Barclays PLC.